# 605 (szám)
A 605 (római számmal: DCV) egy természetes szám.

## A szám a matematikában
A tízes számrendszerbeli 605-ös a kettes számrendszerben 1001011101, a nyolcas számrendszerben 1135, a tizenhatos számrendszerben 25D alakban írható fel.
A 605 páratlan szám, összetett szám, kanonikus alakban az 51 · 112 szorzattal, normálalakban a 6,05 · 102 szorzattal írható fel. Hat osztója van a természetes számok halmazán, ezek növekvő sorrendben: 1, 5, 11, 55, 121 és 605.
A 605 négyzete 366 025, köbe 221 445 125, négyzetgyöke 24,59675, köbgyöke 8,45769, reciproka 0,0016529. A 605 egység sugarú kör kerülete 3801,32711 egység, területe 1 149 901,451 területegység; a 605 egység sugarú gömb térfogata 927 587 170,5 térfogategység.